# Chi Cá bống đen
Chi Cá bống đen (tên khoa học Eleotris) là một chi cá thuộc họ cùng tên. 

## Các loài
Chi này gồm các loài như sau:
- Eleotris acanthopoma
- Eleotris amblyopsis - Cá bống đen vảy lớn
- Eleotris aquadulcis
- Eleotris butis
- Eleotris fusca - Cá bống đen màu tối
- Eleotris margaritacea
- Eleotris melanosoma - Cá bống đen đầu rộng
- Eleotris pellegrini
- Eleotris perniger
- Eleotris picta - Cá bống đen đốm
- Eleotris pisonis - Cá bống đen hàm gai
- Eleotris sandwicensis
- Eleotris vomerodentata

## Hình ảnh

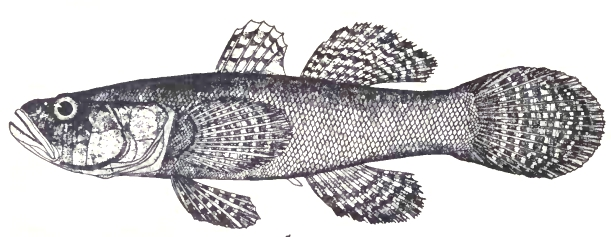